# Нью-Йоркский гравёрный клуб
Нью-Йоркский гравёрный клуб (англ. New York Etching Club или New York Etchers Club) — одна из первых профессиональных организаций офортистов в Америке.
Его основатели были вдохновлены возрождением офорта, которое происходило во Франции и Англии в середине XIX века.

## История
Первое собрание Нью-Йоркского клуба граверов состоялось в мастерской Джеймса Дэвида Смилли 2 мая 1877 года, где была напечатана гравюра Роберта Суэйна Гиффорда на небольшом станке под руководством Лероя Милтона Йеля (Leroy Milton Yale). Затем эти встречи, проводимые раз в два месяца, переместились в студию Генри Фаррера, где гравюры печатались на станке, который построил сам Фаррер.
Среди членов Нью-Йоркского гравёрного клуба были: Чарльз Адамс Платт, Томас Моран, Сэмюэл Колман, Хендрик ван Элтен, Уильям Меррит Чейз, Фредерик Стюарт Чёрч, Стивен Пэрриш, Джозеф Пеннелл, Джеймс Николл, Чарльз Милац и Томас Уотерман Вуд. Для большинства участников клуба офорт был второстепенным интересом к их основному занятию в качестве художников. Две художницы — Эдит Лоринг Гетчелл и Мэри Ниммо Моран были именно офортистами.
В начале 1890-х годов клуб регулярно проводил выставки, на которых члены и приглашенные гости выставляли свои гравюры для продажи широкой публике. С 1879 по 1881 год работы членов Нью-Йоркского клуба также публиковались в периодическом издании The American Art Review. Выпускаемое под руководством Сильвестра Келера — первого куратора гравюр в Музее изящных искусств в Бостоне, оно популяризировало гравюру как изобразительное средство и Нью-Йоркский гравёрный клуб как профессиональную организацию. Успех Нью-Йоркского клуба способствовал появлению подобных организаций в других крупных американских городах в конце XIX века.